# Minika Çocuk
Minika Çocuk (zapis stylizowany: minika ÇOCUK) – turecki kanał telewizyjny adresowany do dzieci. Został uruchomiony w 2012 roku.